# Follow You Follow Me
Singles de Genesis
Your Own Special Way Many Too Many
Follow You Follow Me est une chanson du groupe Genesis, paru sur l'album ...And Then There Were Three..., en 1978.

## Historique
Ballade écrite par Tony Banks, Phil Collins et Mike Rutherford, Follow You Follow Me, titre sur le thème de l'amour, est le dernier de l'album, mais le premier à être paru en single le 25 février 1978, deux mois avant la sortie officielle de l'album.
Follow You Follow Me se classe à la septième place des charts britanniques et à la vingt-troisième place des charts américains, devenant un énorme succès commercial dans les pays anglophones de même que dans le reste du monde, en Europe notamment.

## Musiciens
- Phil Collins  : chant, chœurs, batterie, percussions
- Tony Banks : claviers
- Mike Rutherford : guitare, basse

## Classements hebdomadaires
| Classement (1978)                      | Meilleure position |
| -------------------------------------- | ------------------ |
| Suisse (Schweizer Hitparade)           | 6                  |
| Allemagne (Media Control AG)           | 8                  |
| Royaume-Uni (UK Singles Chart)         | 7                  |
| Autriche (Ö3 Austria Top 40)           | 15                 |
| Pays-Bas (Nederlandse Top 40)          | 9                  |
| Belgique (Flandre Ultratop 50 Singles) | 26                 |
| Nouvelle-Zélande (RMNZ)                | 22                 |
| France (SNEP)                          | 12                 |

## Reprises
Daryl Stuermer, le guitariste-bassiste de Genesis en tournée depuis 1978, reprend la chanson en version instrumentale sur ses albums Another Side of Genesis (2000) et The Nylon String Sampler (2005).
Ray Wilson, qui avait remplacé Phil Collins comme chanteur de Genesis entre 1998 et 1999, reprend la chanson sur ses albums Live (2005), Genesis Klassik (2009), Stiltskin Vs.Genesis (2011), Genesis Classic (Live In Poznan) (2011),  Up Close And Personal - Live At SWR1 (2014) et ZDF@BAUHAUS (2018).
Le tribute band allemand Still Collins, formé en 1995, incorpore régulièrement la chanson dans son répertoire de concert,,. Elle figure également sur son album The Genesis Live Special (2012).
La pièce est interprétée par un orchestre de chambre sur l'album The Classic Rock String Quartet – The Genesis Chamber Suite.
Elle apparait en version symphonique sur l'album The Royal Philharmonic Orchestra – Plays Genesis Hits And Ballads.

## Sources
- (en) Cet article est partiellement ou en totalité issu de l’article de Wikipédia en anglais intitulé « Follow You Follow Me » (voir la liste des auteurs).